# Steklno
Steklno [ˈstɛklnɔ] (Stecklin của Đức)  là một ngôi làng thuộc khu hành chính của Gmina Gryfino, thuộc hạt Gryfino, West Pomeranian Voivodeship, ở phía tây bắc Ba Lan, gần biên giới Đức. Nó nằm khoảng 10 kilômét (6 mi) phía nam Gryfino và 28 km (17 mi)     phía nam thủ đô khu vực Szczecin.
Làng có dân số 166 người.